# Robert Lavoie
Pour les articles homonymes, voir Lavoie.
 (décembre 2018).
Si vous disposez d'ouvrages ou d'articles de référence ou si vous connaissez des sites web de qualité traitant du thème abordé ici, merci de compléter l'article en donnant les références utiles à sa vérifiabilité et en les liant à la section « Notes et références ».
Robert Lavoie, né le 7 janvier 1949 et mort à Montréal le 3 décembre 2018, est un acteur canadien. 

## Biographie
Quelques jours après sa naissance à la Miséricorde, sa mère biologique le donna en adoption. Il fut placé à la crèche d'Youville sur la Montée-de-Liesse. Il fut adopté à l'âge de 2 ans et demi par Albertine et Yves Lavoie. Robert a retrouvé sa mère biologique vers l'âge de 48 ans. Elle est originaire de Chicoutimi. Il a vécu toute son enfance à Saint-Elzéar qui est devenue Vimont, qui est devenue Laval.  
À l'âge de cinq ans, il avait décidé de devenir un artiste. Il avait vu un film de saltimbanques qui promenaient leurs tréteaux de ville en ville et cela marqua sa destinée. À douze ans, il avait sa première troupe de théâtre : « Les Fantoches ». Le metteur en scène de sa première pièce était un ami d'enfance et un réalisateur aujourd'hui très connu : Gilbert Lepage. 
À seize ans, il a voulu entrer au Conservatoire d'art dramatique, mais ses parents adoptifs ne le voulaient pas. Il décida alors de faire des études afin de devenir professeur et d'attendre à 21 ans pour faire ce qui lui plaisait. 
À dix-neuf ans, il a terminé son Baccalauréat en pédagogie « Brevet A » option Histoire. Il enseigna deux ans en enfance exceptionnelle et à 21 ans, il passa ses auditions au Conservatoire de Montréal et à l'École nationale de théâtre. En 1971, il y fit son entrée. Parmi ses camarades de classe, il y avait les comédiennes Carole Chatel, Pauline Lapointe et les comédiens Guy Nadon et Jacques L'Heureux. Sorti de l'É.N.T. depuis 1974, il a touché à tous les domaines en tant que comédien : télévision, cinéma, théâtre d'été, théâtre de saison, théâtre de création, narration, publicité. Il a été directeur artistique, metteur en scène, auteur de théâtre, adaptateur, auteur pour la télévision, professeur de théâtre et coordonnateur de l'École de théâtre du Cégep de Saint-Hyacinthe pendant trois ans. 
En 1998, il est devenu est porte-parole pour A.G.I.R.: l'Association générale pour les insuffisants rénaux et il est aussi un fier promoteur pour les dons d'organes.
En 2003, il a fait la mise en scène du célèbre groupe Yelo Molo pour leur spectacle de tournée à travers le Québec. En plus de soutenir des causes qui lui tiennent à cœur, il a lu plus de treize livres pour la Magnétothèque : un organisme pour les mal-voyants.

## Filmographie

### Cinéma
- 1974 : Il était une fois dans l'Est
- 1976 : Parlez-nous d'amour
- 1977 : Panique
- 1981 : La Guerre du feu : Tsor (Oulhamr)
- 1991 : L'Empire des lumières
- 1996 : Coyote Run

### Télévision
- 1979 : Riel, téléfilm
- 1983 : Entre chien et loup, série télévisée
- 1990 : Watatatow, série télévisée

### Doublage
- 2002 : ‘’Les Country Bears’’ : Grand Al (voix)
- 2003 : Prince of Persia : les Sables du temps : le vizir